# Campionati del mondo di atletica leggera 2013 - Staffetta 4×100 metri femminile
La gara della staffetta 4×100 metri femminile si è svolta domenica 18 agosto 2013.

## Podio
| Pos.    | Nazione                                                                                                | Tempo |
| ------- | --- | ----- |
| Oro     | Giamaica Carrie Russell, Kerron Stewart, Schillonie Calvert, Shelly-Ann Fraser-Pryce, Sheri-Ann Brooks | 41"29 |
| Argento | Stati Uniti Jeneba Tarmoh, Alexandria Anderson, English Gardner, Octavious Freeman                     | 42"75 |
| Bronzo  | Regno Unito Dina Asher-Smith, Ashleigh Nelson, Annabelle Lewis, Hayley Jones                           | 42"87 |

## Situazione pre-gara

### Record
Prima di questa competizione, il record del mondo (WR) e il record dei campionati (CR) erano i seguenti.
| Record                | Prestazione | Atleta                                                                    | Data                               | Competizione               |
| --------------------- | ----------- | ------------------------------------------------------------------------- | ---------------------------------- | -------------------------- |
| Record mondiale       | 40"82       | Stati Uniti Tianna Madison, Allyson Felix, Bianca Knight, Carmelita Jeter | 10 agosto 2012 Londra, Regno Unito | Giochi della XXX Olimpiade |
| Record dei campionati | 41"47       | Stati Uniti Chryste Gaines, Marion Jones, Inger Miller, Gail Devers       | 9 agosto 1997 Atene, Grecia        | Campionati del mondo 1997  |

### Campioni in carica
I campioni in carica, a livello mondiale e continentale, erano:
| Campione | Atleta | Prestazione | Data                                  | Competizione               |
| -------- | --- | ----------- | ------------------------------------- | -------------------------- |
| Olimpico | Stati Uniti Tianna Madison, Allyson Felix, Bianca Knight, Carmelita Jeter, Jeneba Tarmoh, Lauryn Williams         | 40"82       | 10 agosto 2012 Londra, Regno Unito    | Giochi della XXX Olimpiade |
| Mondiale | Stati Uniti Bianca Knight, Allyson Felix, Marshevet Myers, Carmelita Jeter, Shalonda Solomon, Alexandria Anderson | 41"56       | 4 settembre 2011 Taegu, Corea del Sud | Campionati del mondo 2011  |
| Europeo  | Germania Leena Günther, Anne Cibis, Tatjana Lofamakanda Pinto, Verena Sailer                                      | 42"51       | 1º luglio 2012 Helsinki, Finlandia    | Campionati europei 2012    |

### La stagione
Prima di questa gara, gli atleti con le migliori tre prestazioni dell'anno erano:
| Pos. | Atleta      | Prestazione | Data                                             |
| ---- | ----------- | ----------- | ------------------------------------------------ |
| 1    | Stati Uniti | 41"75       | 19 luglio 2013 Montecarlo, Principato di Monaco  |
| 2    | Giamaica    | 42"42       | 27 aprile 2013 Filadelfia, Stati Uniti d'America |
| 3    | Ucraina     | 42"62       | 22 giugno 2013 Gateshead, Regno Unito            |

## Risultati
| LEGENDA: | NR | Record Nazionale | SB | Primato stagionale |

### Batterie
Qualificazione: i primi due di ogni serie (Q) e i due tempi migliori tra gli esclusi (q) si qualificano alle finali.
| Pos. | Batteria | Corsia | Nazione           | Atleti                                                                         | Tempo | Note  |
| ---- | -------- | ------ | ----------------- | ------------------------------------------------------------------------------ | ----- | ----- |
| 1    | 3        | 4      | Stati Uniti       | Jeneba Tarmoh, Alexandria Anderson, English Gardner, Octavious Freeman         | 41.82 | Q     |
| 2    | 1        | 4      | Giamaica          | Carrie Russell, Kerron Stewart, Schillonie Calvert, Sheri-Ann Brooks           | 41.87 | Q, SB |
| 3    | 1        | 3      | Francia           | Céline Distel-Bonnet, Ayodelé Ikuesan, Myriam Soumaré, Stella Akakpo           | 42.25 | Q     |
| 4    | 3        | 2      | Brasile           | Evelyn dos Santos, Ana Cláudia Lemos, Franciela Krasucki, Rosângela Santos     | 42.29 | Q, AR |
| 5    | 1        | 6      | Germania          | Yasmin Kwadwo, Inna Weit, Tatjana Pinto, Verena Sailer                         | 42.65 | q, SB |
| 6    | 2        | 5      | Regno Unito       | Dina Asher-Smith, Ashleigh Nelson, Annabelle Lewis, Hayley Jones               | 42.75 | Q     |
| 7    | 3        | 6      | Russia            | Ol'ga Belkina, Natal'ja Rusakova, Elizaveta Savlinis, Elena Bolsun             | 42.94 | q, SB |
| 8    | 2        | 7      | Canada            | Crystal Emmanuel, Kimberly Hyacinthe, Shai-Anne Davis, Khamica Bingham         | 42.99 | Q, NR |
| 9    | 3        | 3      | Trinidad e Tobago | Kamaria Durant, Michelle-Lee Ahye, Reyare Thomas, Kai Selvon                   | 43.01 | SB    |
| 10   | 2        | 2      | Ucraina           | Olesja Povch, Natalija Pohrebnjak, Marija Rjemjen', Jelyzaveta Bryzhina        | 43.12 |       |
| 11   | 3        | 7      | Polonia           | Marika Popowicz, Weronika Wedler, Ewelina Ptak, Marta Jeschke                  | 43.18 | SB    |
| 12   | 2        | 3      | Svizzera          | Mujinga Kambundji, Marisa Lavanchy, Ellen Sprunger, Léa Sprunger               | 43.21 | NR    |
| 13   | 1        | 5      | Paesi Bassi       | Kadene Vassell, Dafne Schippers, Madiea Ghafoor, Jamile Samuel                 | 43.26 | SB    |
| 14   | 1        | 2      | Rep. Dominicana   | Mariely Sánchez, Fany Chalas, Marleni Mejia, Margarita Manzueta                | 43.28 | NR    |
| 15   | 3        | 8      | Colombia          | Yomara Hinestroza, Maria Alejandra Idrobo, Darlenys Obregón, Eliecith Palacios | 43.65 | SB    |
| 16   | 2        | 4      | Italia            | Audrey Alloh, Marzia Caravelli, Ilenia Draisci, Martina Amidei                 | 44.05 |       |
| 17   | 3        | 5      | Cina              | Tao Yujia, Li Meijuan, Liang Xiaojing, Wei Yongli                              | 44.22 |       |
|      | 1        | 7      | Nigeria           | Alphonsus Peace Uko, Patience Okon George, Stephanie Kalu, Regina George       | DQ    |       |
|      | 2        | 6      | Bahamas           | Sheniqua Ferguson, Shaunae Miller, Cache Armbrister, Debbie Ferguson-McKenzie  | DQ    |       |

### Finale
| Pos. | Corsia | Nazione     | Atleti                                                                      | Tempo | Note |
| ---- | ------ | ----------- | --------------------------------------------------------------------------- | ----- | ---- |
|      | 6      | Giamaica    | Carrie Russell, Kerron Stewart, Schillonie Calvert, Shelly-Ann Fraser-Pryce | 41.29 | CR   |
|      | 5      | Stati Uniti | Jeneba Tarmoh, Alexandria Anderson, English Gardner, Octavious Freeman      | 42.75 |      |
|      | 3      | Regno Unito | Dina Asher-Smith, Ashleigh Nelson, Annabelle Lewis, Hayley Jones            | 42.87 |      |
| 4    | 1      | Germania    | Yasmin Kwadwo, Inna Weit, Tatjana Pinto, Verena Sailer                      | 42.90 |      |
| 5    | 2      | Russia      | Ol'ga Belkina, Natal'ja Rusakova, Elizaveta Savlinis, Elena Bolsun          | 42.93 | SB   |
| 6    | 7      | Canada      | Crystal Emmanuel, Kimberly Hyacinthe, Shai-Anne Davis, Khamica Bingham      | 43.28 |      |
|      | 4      | Francia     | Céline Distel-Bonnet, Ayodelé Ikuesan, Myriam Soumaré, Stella Akakpo        | DQ    |      |
|      | 8      | Brasile     | Evelyn dos Santos, Ana Cláudia Lemos, Franciela Krasucki, Vanda Gomes       | DNF   |      |